# Golden Dragon
Golden Dragon (кит. 厦门金龙旅行车公司, англ. Xiamen Golden Dragon Bus Co., Ltd — «Сямыньская автобусная компания золотой дракон») — китайская компания по производству автобусов со штаб-квартирой в городе Сямыне (провинция Фуцзянь).
В 2010 году сообщали, что имеющиеся мощности позволяют в компании производить до 15 тысяч автобусов большой и средней вместимости и до 25 тысяч автобусов малой вместимости в год. В 2011 году в компании выпустили свыше 43.000 автобусов.
В 2010 году от компании поставлено 10 автобусов в город Турку (Финляндия), став первым китайскими производителями, вышедшими на рынок в Скандинавских странах.

Автобусы Golden Dragon эксплуатируют во многих странах мира, включая (помимо Китая) Египет, Сингапур, Израиль, Таиланд, Финляндию, Казахстан, Болгарию и Россию.

Фотогалерея
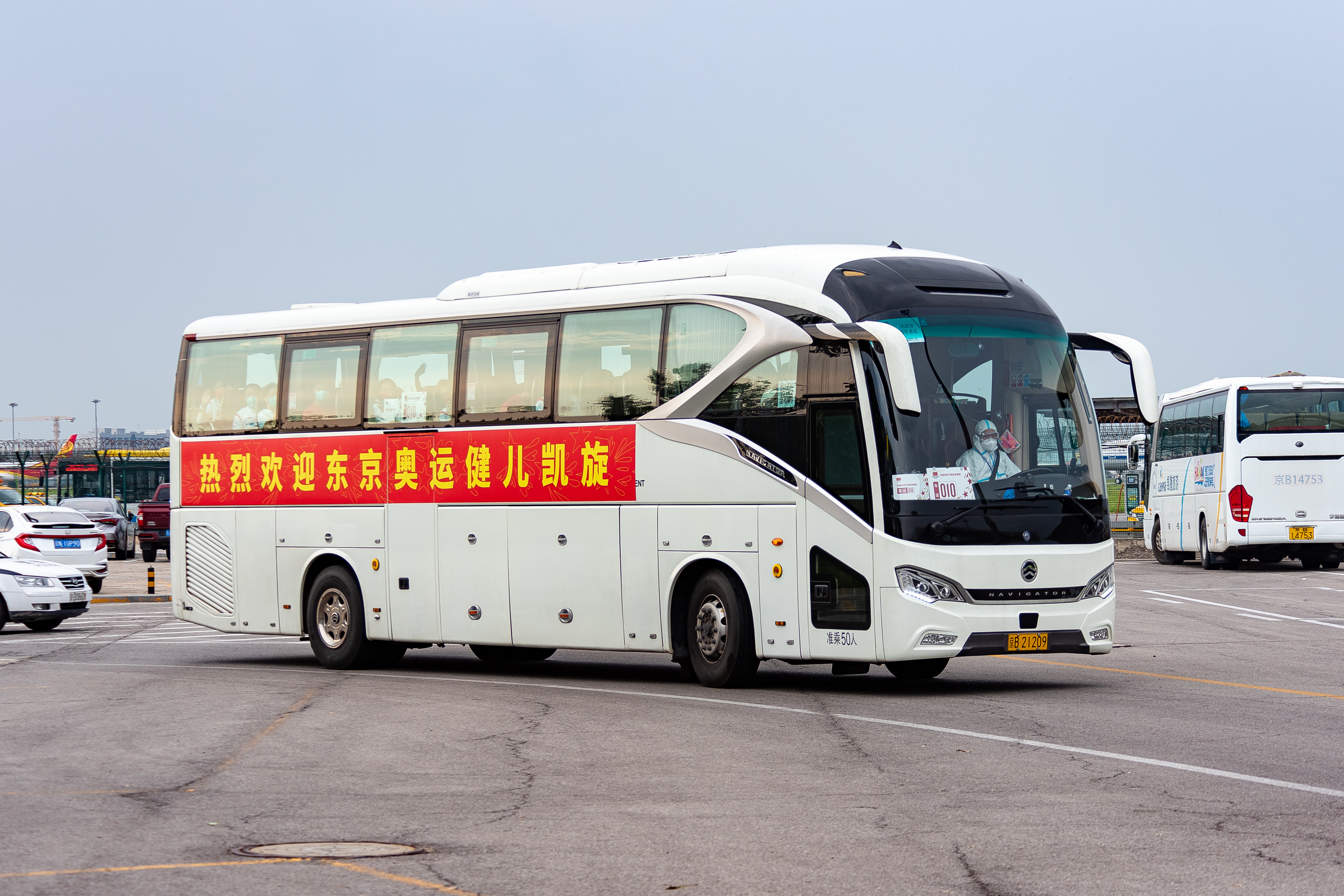
Golden Dragon Navigator в Пекине (Китай), 2021 год
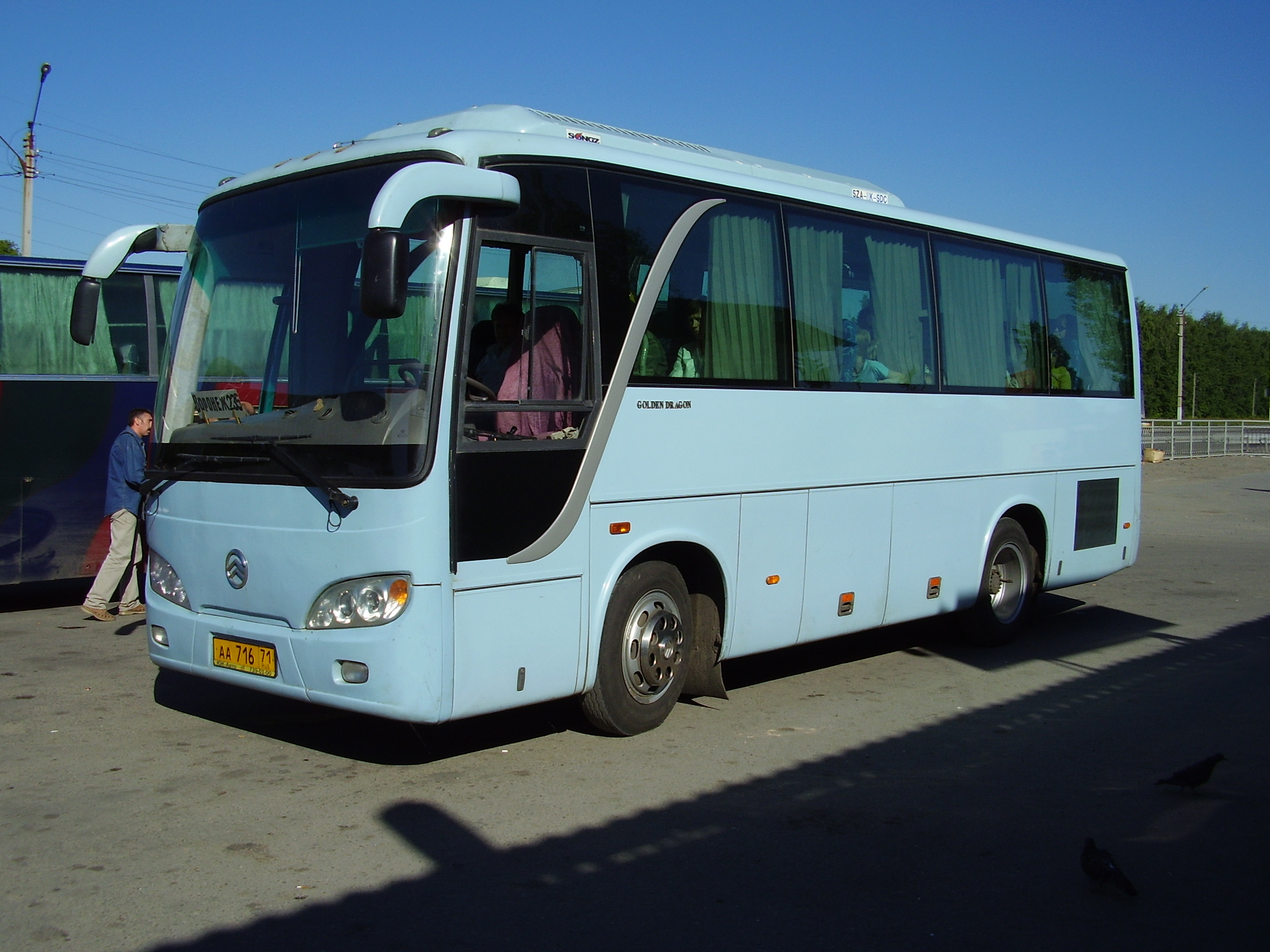
Golden Dragon Town Cruiser в России, 2006 год
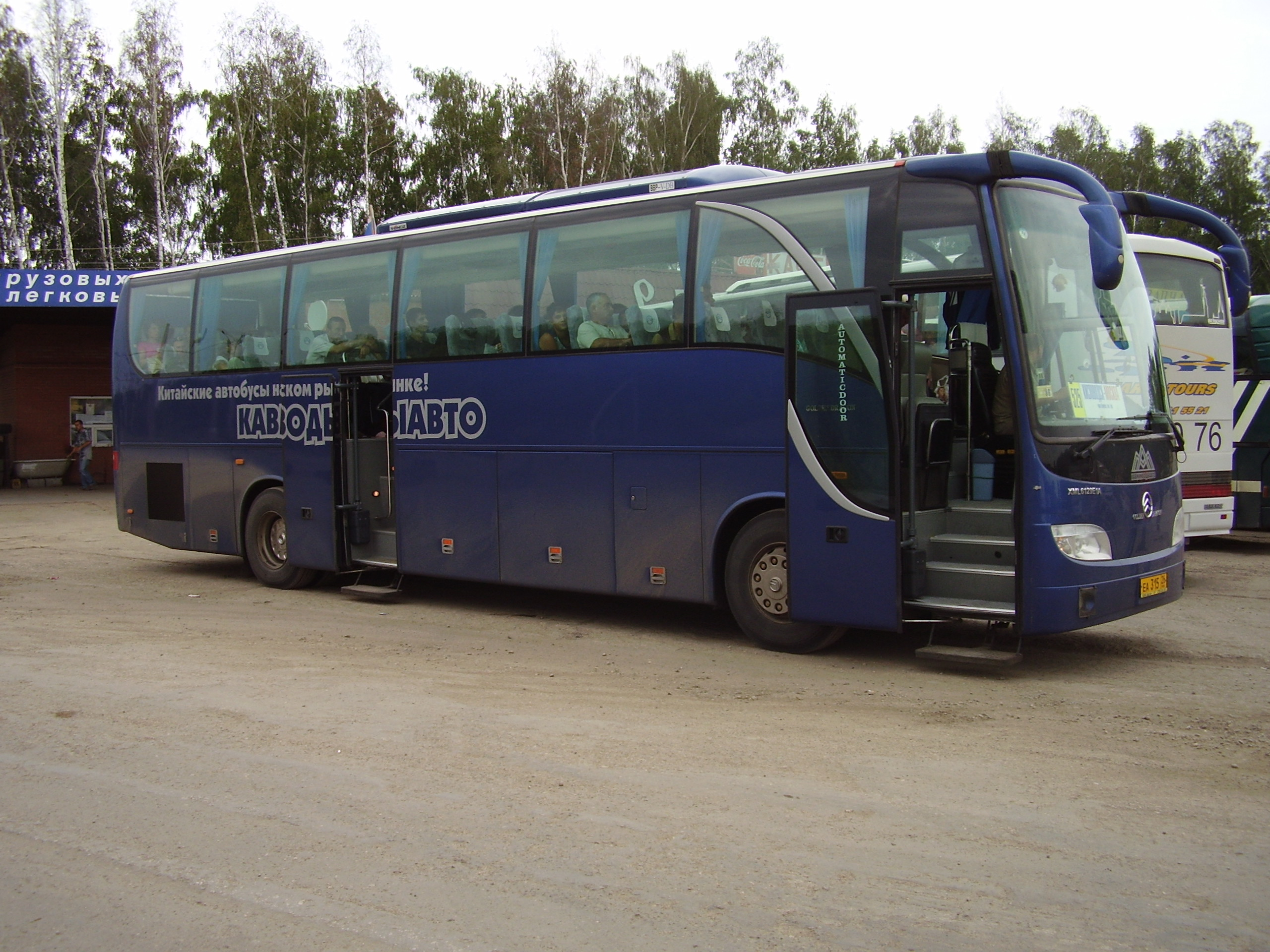
Golden Dragon Grand Cruiser в России, 2006 год
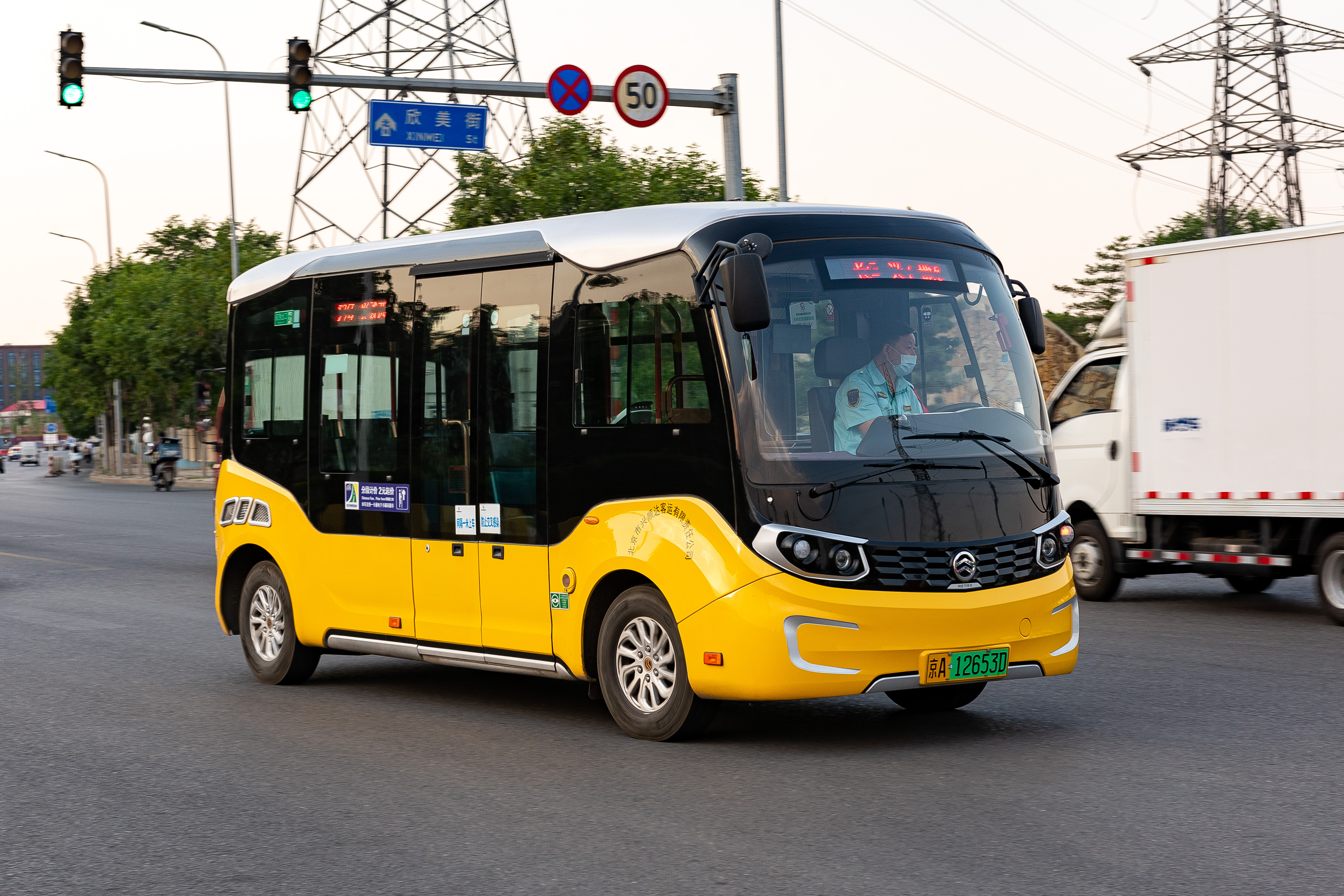
Golden Dragon XML6606JEVY0C1 в Пекине (Китай), 2021 год
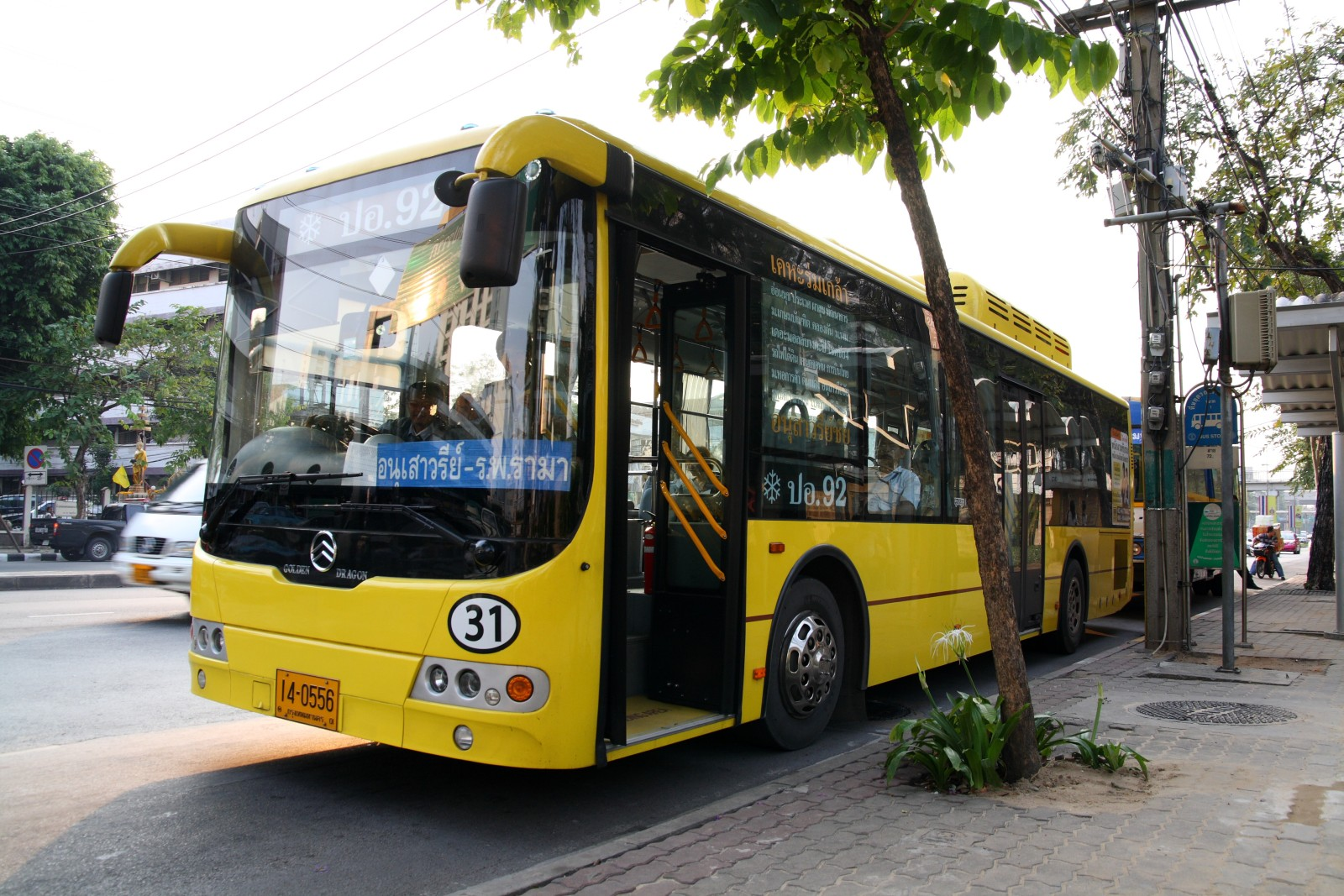
SunLong SLK6111UE6NA (Golden Dragon) в Бангкоке (Таиланд), 2008 год
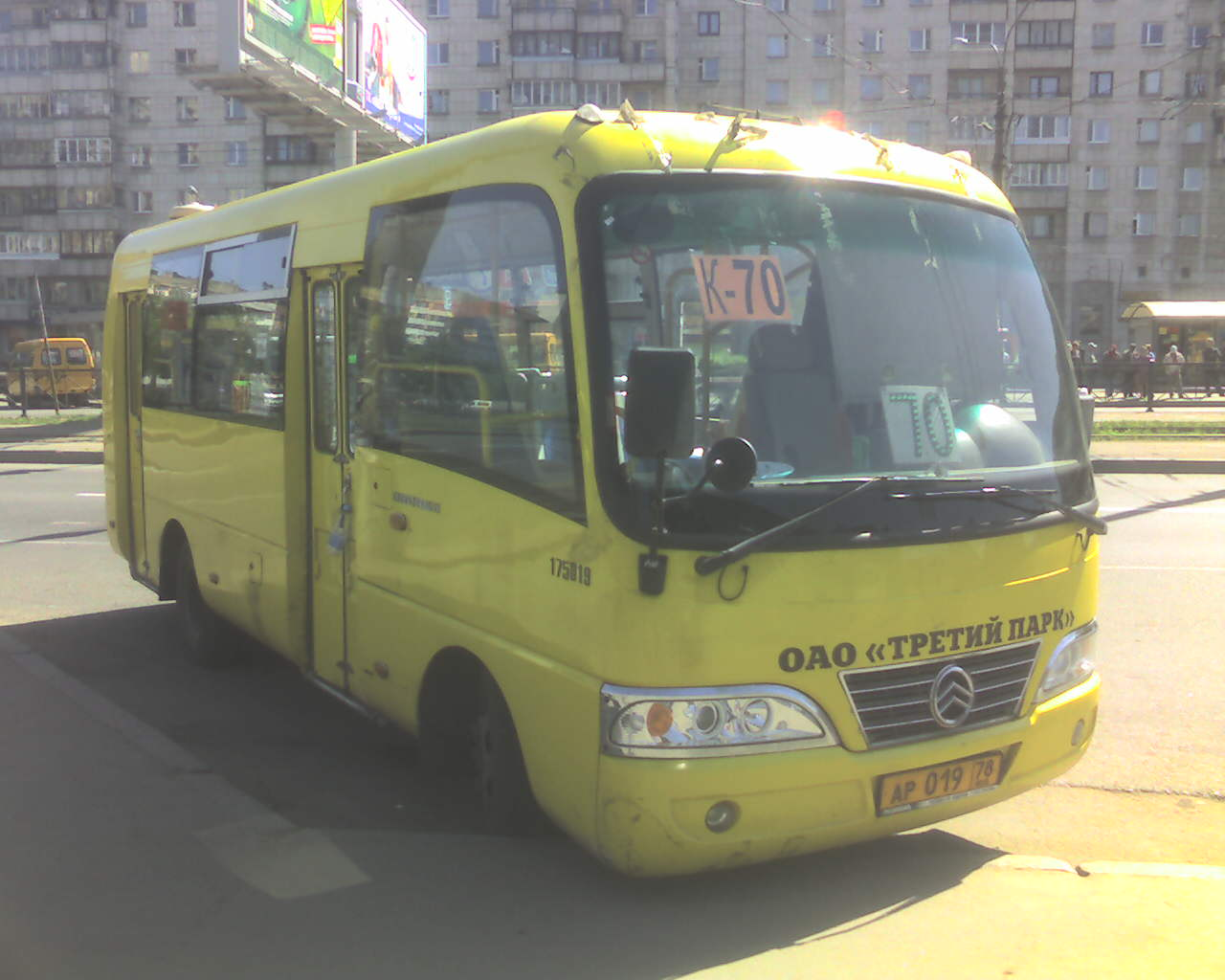
Golden Dragon XML6720C перевозчика АО «Третий парк» в Санкт-Петербурге, 2007 год
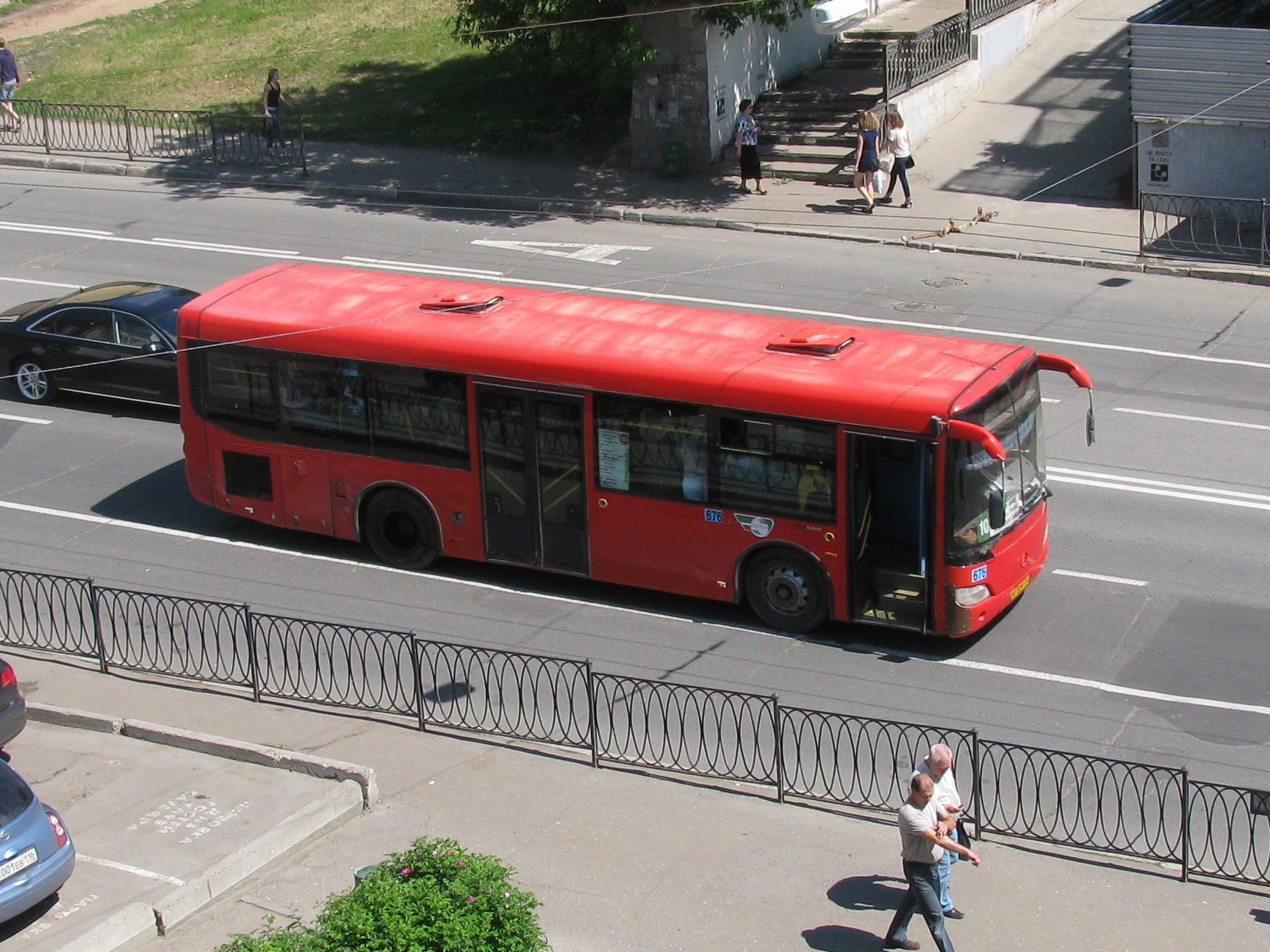
Golden Dragon XML6102 на улице Пушкина в Казани, 2012 год
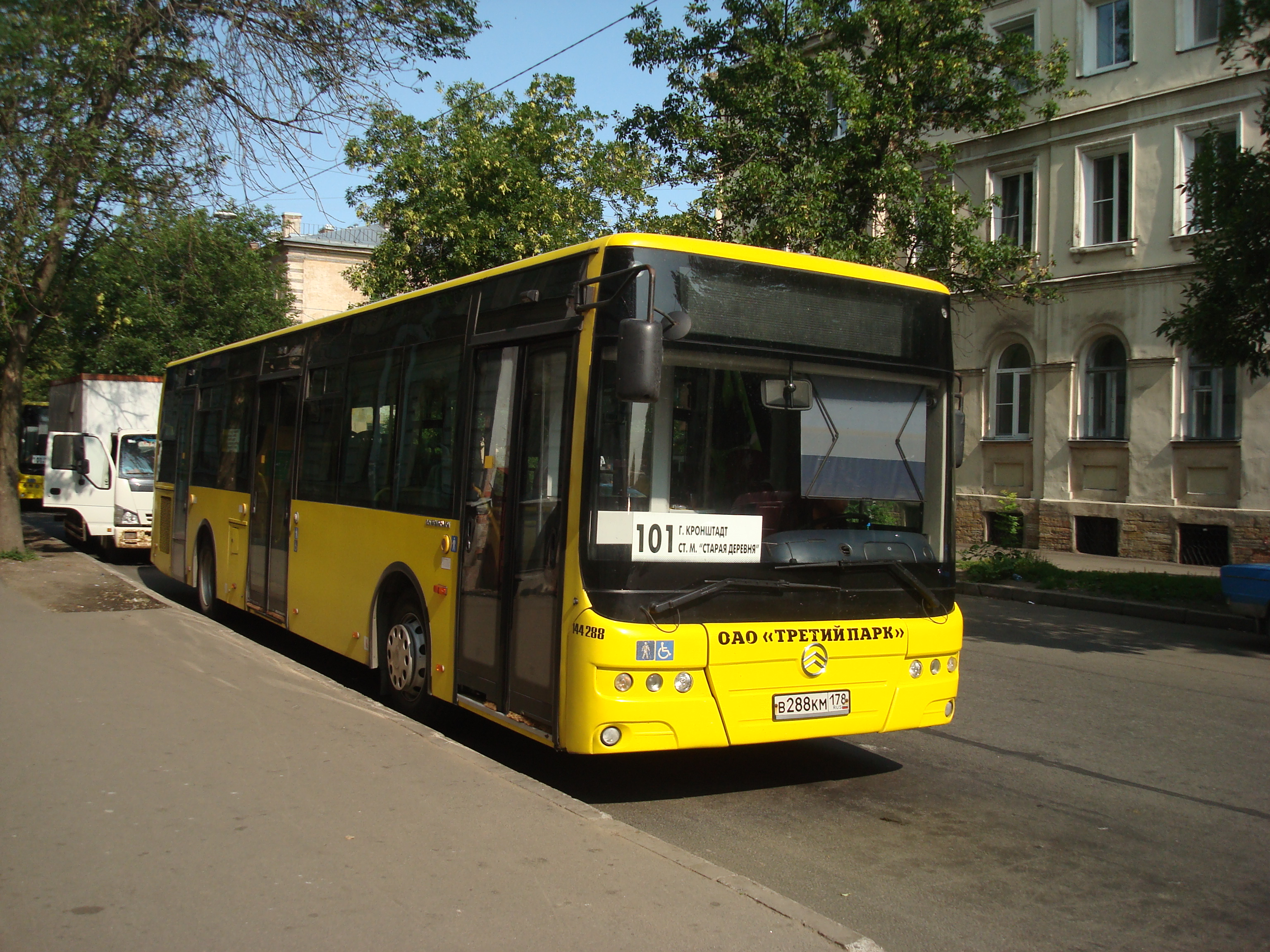
Golden Dragon XML6125CR  на Гражданской улице в Кронштадте (Санкт-Петербург), 2013 год
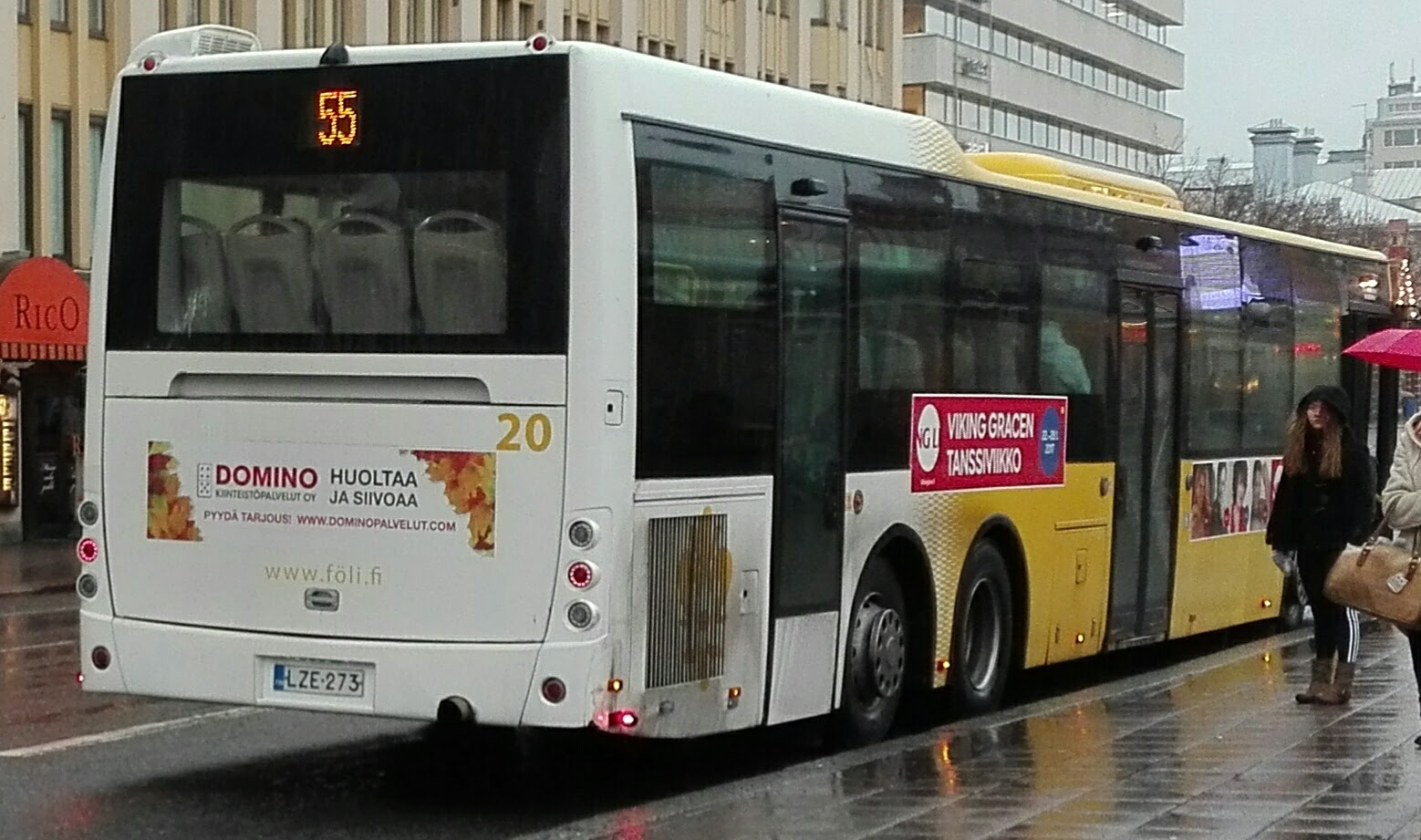
Golden Dragon XML6155  в Турку (Финляндия), 2016 год
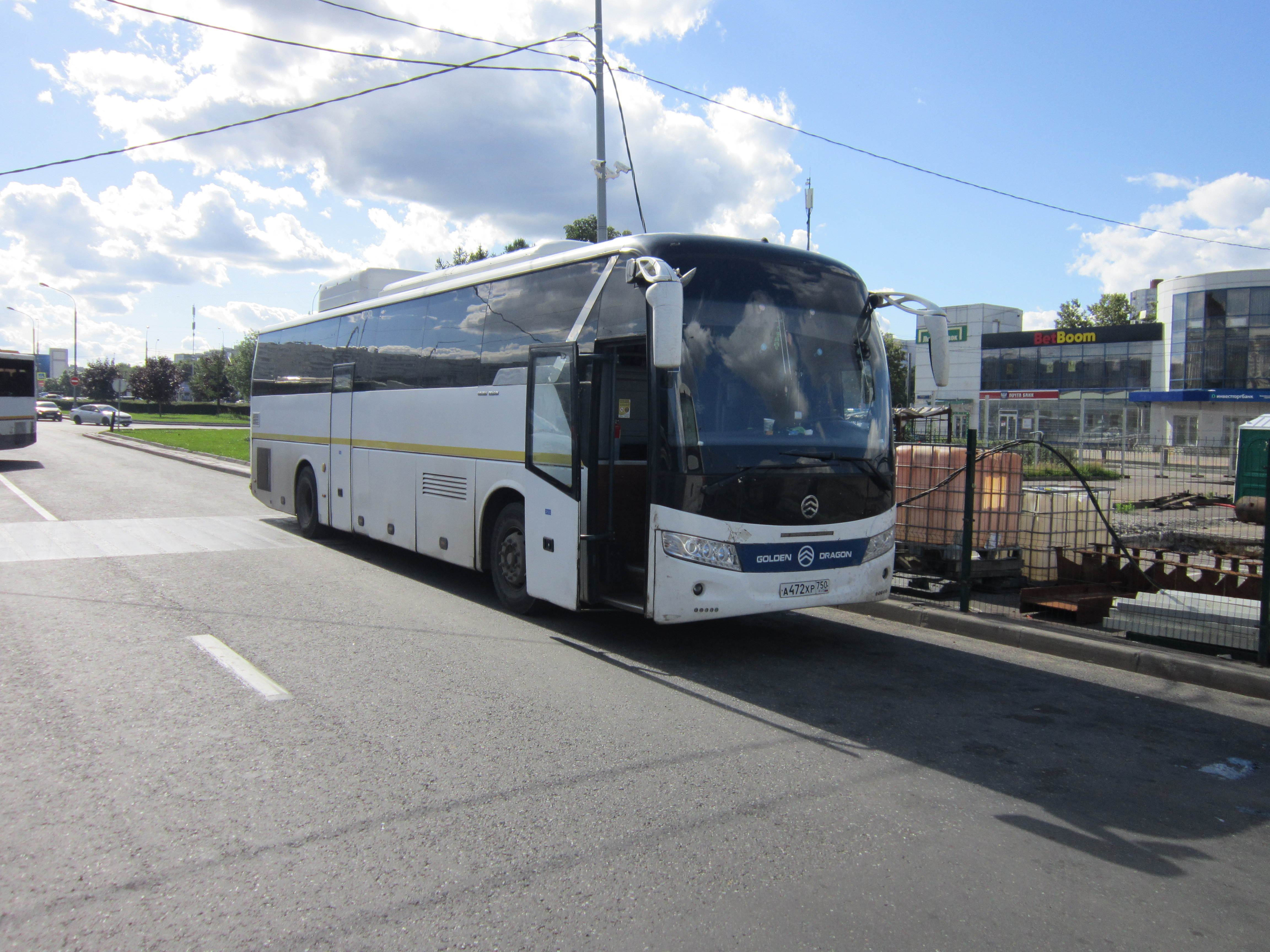
Golden Dragon XML6127CN КПГ в Москве, 2024 год